# 比萨恰
比萨恰（義大利語：Bisaccia），是意大利阿韦利诺省的一个市镇。总面积101.41平方公里，人口4103人，人口密度40.5人/平方公里（2009年）。ISTAT代码为064011。